# Dobrá Voda u Českých Budějovic
Dobrá Voda u Českých Budějovic település Csehországban, a České Budějovice-i járásban. Dobrá Voda u Českých Budějovic Rudolfov, Srubec, Dubičné és České Budějovice településekkel határos. Lakosainak száma 2669 fő (2024. január 1.).

## Népesség
A település lakosságának változását az alábbi diagram mutatja:
| Lakosok száma | 249  | 327  | 735  | 908  | 2252 | 2373 | 2658 | 2675 | 2652 | 2669 |
|               | 1869 | 1890 | 1921 | 1950 | 1980 | 2001 | 2017 | 2019 | 2022 | 2024 |